# نوتي دوغ
نوتي دوغ (بالإنجليزية: Naughty Dog؛ سابقًا جام سوفتوير (Jam Software)) هي شركة تطوير ألعاب فيديو أمريكية لألعاب الطرف الأول، ويقع مقرها في سانتا مونيكا، كاليفورنيا. تأسس الاستديو من قبل آندي غافن وجيسون روبن في عام 1984، وقد استحوذت شركة سوني كومبيوتر إنترتينمنت على الاستوديو في عام 2001. أنتج غافن وروبن سلسلة من الألعاب الأكثر نجاحًا بشكل تدريجي، بما في ذلك رينغز أوف باور وواي أوف ذا واريور في أوائل التسعينيات. دفعت اللعبة الأخيرة يونيفرسال إنتراكتيف ستديوز إلى توقيع الثنائي على عقد من ثلاثة ألقاب وتمويل توسع الشركة.
بعد أن أقنع المصمم والمنتج مارك سيرني نوتي دوغ بإنشاء لعبة منصة قائمة على الشخصيات والتي من شأنها استخدام القدرات ثلاثية الأبعاد للأنظمة الجديدة، ابتكر نوتي دوغ كراش بانديكوت للبلاي ستيشن في عام 1996. طورت نوتي دوغ ثلاث ألعاب كراش بانديكوت خلال السنوات العديدة القادمة. بعد تطوير كراش تيم رايسينغ، بدأت الشركة العمل على جاك أند دكستر: ذا بريكورسر ليغاسي لجهاز بلاي ستيشن 2.
في عام 2004، ترك روبن، الذي أصبح رئيسًا للشركة، الشركة للعمل في مشروع جديد، آيرون أوف ذا ميدن. بالإضافة إلى فريق الألعاب الداخلي الخاص بهم، فإن نوتي دوغ هي أيضًا موطن لآي سي إي تيم، أحد مجموعات التكنولوجيا المركزية في استديوهات إس آي إي العالمية. تم إصدار أول لعبة بلاي ستيشن 3 للشركة، أنشارتد: ثروة دريك، في عام 2007، وتبعها العديد من التتابعات والأجزاء الفرعية. كان استديو نوتي دوغ معروفًا في السابق بأن لديه تاريخًا في تطوير لعبة واحدة في كل مرة، وأيضًا سلسلة لعبة واحدة لكل جيل جهاز ألعاب، وهو اتجاه مثير للجدل انتقده المعجبون. استمر هذا حتى أعلنت نوتي دوغ عن ملكية فكرية جديدة للبلاي ستيشن 3، ذا لاست أوف أس، والتي كانت قيد التطوير من قبل فريق ثانوي في الاستوديو وتم إصدارها لإشادة النقاد في عام 2013. تم إصدار تكملة، ذا لاست أوف أس: الجزء الثاني لجهاز بلاي ستيشن 4، بواسطة نوتي دوغ في عام 2020 لتلقى إشادة مماثلة، على الرغم من استقطاب النقاد والجماهير السردية.

## تاريخ
طلاب المدارس الثانوية جيسون روبين وآندي جافين، بعد أن جربوا ليسب وسي++، تعاونوا لإنشاء ألعاب فيديو وأسسوا جام سوفتوير (التي كانت تمثل «جايسون آند أنديز ماجيك سوفتوير» (Jason and Andy's Magic Software)) في عام 1984. اختار روبين وغافن إنشاء برنامج لأبل 2 وقرروا إنشاء لعبة تزلج على عنوانهم الثاني. أثناء إنتاج اللعبة، نسخ غافن بطريق الخطأ ألعاب غير قانونية على النسخة الوحيدة من لعبة التزلج التي كانت لديهم. قام روبن بعد ذلك بإنشاء لعبة تزلج جديدة تسمى سكي كرايزد (Ski Crazed) (كانت تسمى في الأصل سكي ستُد (Ski Stud)) خلال عطلة نهاية الأسبوع. نظرًا لأن اللعبة لعبت ببطء، أعاد غافن برمجة اللعبة لتلعب بشكل أسرع. تم اختيار اللعبة ونشرها لاحقًا بواسطة بودفِل (Baudville)، الذي اشترى اللعبة من جام سوفتوير مقابل 250 دولارًا. ابتكر روبن وجافين لعبة مغامرة رسومية من آبل 2 جي إس بعنوان دريم زون، والتي تم إصدارها في عام 1988 وتم نقلها إلى أتاري إس تي وأميغا والكمبيوتر الشخصي.
في عام 1989، أصدر روبين وغافن لعبة بعنوان كِيف ذا ثيف، والتي نشرتها إلكترونيك آرتس لصالح أبل 2جي إس وأميغا وحاسوب آي بي إم المتوافق. لبدء بداية جديدة وحل علاقتهما مع بودفِل، أعاد روبن وغافين تسمية جام سوفتوير إلى نوتي دوغ في 9 سبتمبر 1989. قامت نوتي دوغ أيضًا بإنشاء وتطوير رينغز أوف باور، والذي نشرته إلكترونك آرتس سيجا غينسيس في عام 1991. انضم روبن وجافين إلى العنوان من قبل المبرمج فيجاي باندي، الذي اشتهر فيما بعد بتنسيق مشروع أبحاث أمراض الحوسبة الموزعة المعروف باسم فولدنغ أت هوم في جامعة ستانفورد.

الشعار الأصلي المستخدم لنوتي دوغ

في عام 1994، أنتج روبن وغافن عنوان 3 دي أو إنتراكتيف مولتي بلاير واي أوف ذا واريور وقدمه إلى مارك سيرني من يونيفرسال إنتراكتيف ستديوز. كان سيرني سعيدًا بواي أوف ذا واريور ووقع نوتي دوغ على يونيفرسال إنتراكتيف ستديوز لثلاث ألعاب إضافية. وضعت روبن وغافن خطة لإنشاء ثلاثية الأبعاد على العمل - منصة لعبة. ولأن اللاعب سيُجبر على النظر باستمرار إلى مؤخرة الشخصية، فإن اللعبة كانت تحمل الاسم الرمزي مازحا «لعبة سونيك للمؤخرة».
بدأ إنتاج اللعبة في عام 1994، حيث وسعت نوتي دوغ من عدد موظفيها واخترعت أداة تطوير تسمى جيم أورنتيد أوبجكت ليسب (Game Oriented Object Lisp)، لإنشاء الشخصيات وطريقة اللعب. تم تعيين رسامي الكاريكاتير تشارلز زيمبيلاس وجو بيرسون لإنشاء شخصيات اللعبة، مما أدى إلى ظهور الشخصية الأساسية كراش بانديكوت. بعد 14 شهرًا من التطوير، عُرضت اللعبة على سوني كومبيوتر إنترتينمنت، التي قامت بعد ذلك بتسجيل الدخول لنشر اللعبة. تم عرض كراش بانديكوت للجمهور لأول مرة في إي 3 واستمرت لتصبح واحدة من أكثر الألعاب مبيعًا لجهاز بلاي ستيشن، حيث بيعت أكثر من 6.8 مليون نسخة.
واصلت نوتي دوغ تطوير لعبتين أخريين من ألعاب كراش بانديكوت، مع لعبة سباق سيارات كارتية من نوع كراش تيم رايسينغ بحلول ذلك الوقت، كان الاستوديو يتطلع إلى تطوير ألعاب لشركة سوني وليس مقيدًا بـ يونفيرسال إنتراكتيف. نظرًا لأن يونفيرسال تمتلك حقوق سلسلة كراش بانديكوت، لم تتمكن نوتي دوغ من تطوير ألعاب مستقبلية في حد ذاتها. تم شراء الاستوديو من قبل شركة سوني في عام 2001 لتجنب التكرار بينما كان يركز على تطوير اللعبة الأولى من سلسلة جاك أند ديكستر. حققت ألعاب جاك وديكستر نجاحًا مماثلاً مثل ألعاب كراش بانديكوت. أثناء تطوير ألعاب جاك 3 وجاك إكس: كومبات ريسينغ، قام روبين وغافن بتحويل إيفان ويلز وستيفن وايت ببطء ليصبحا رئيسين مشاركين لنوتي دوغ بحلول الوقت الذي غادر فيه المؤسسون الاستوديو. تم استبدال وايت بكريستوف باليسترا بعد عام.

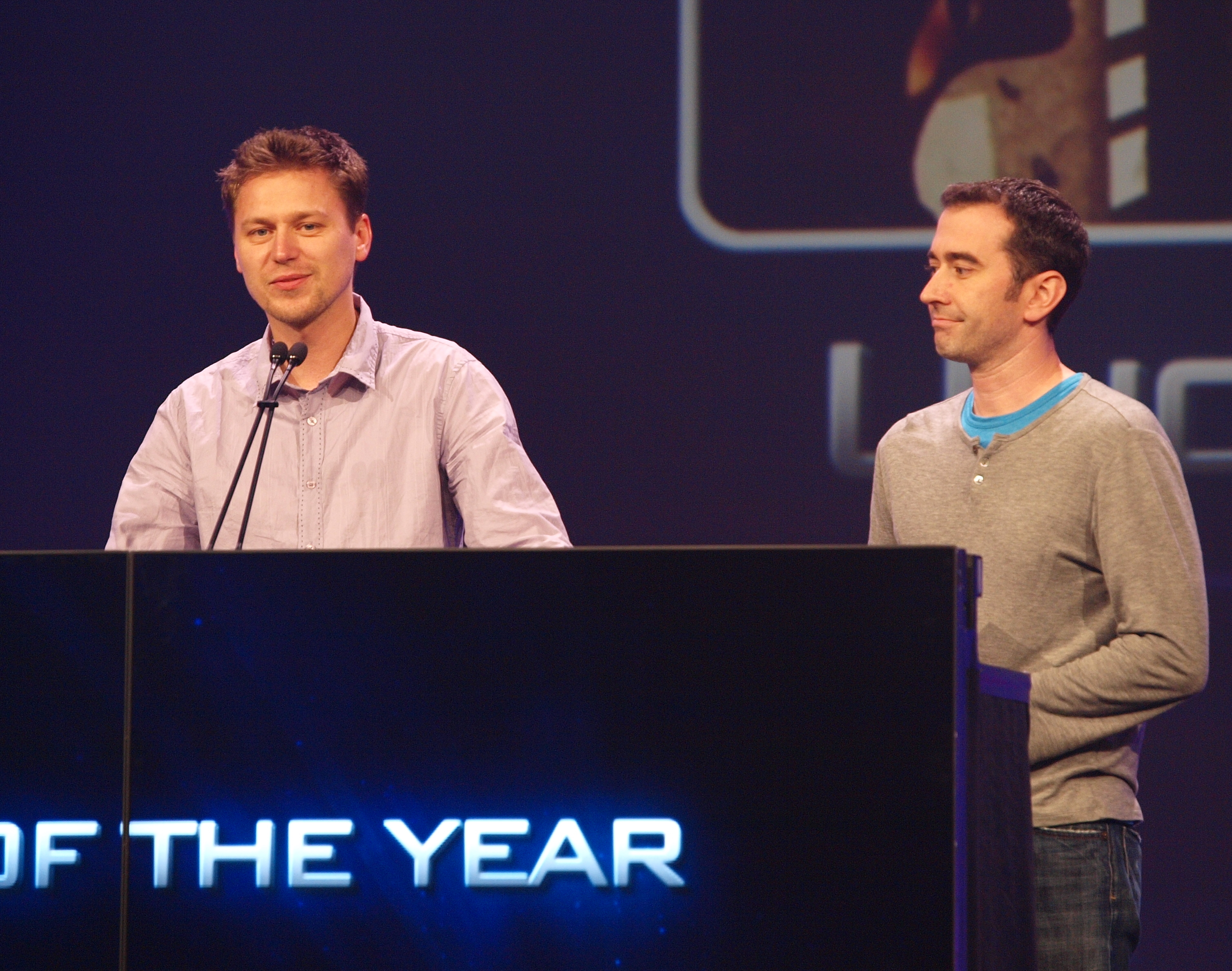
الرئيس المشارك السابق كريستوف باليسترا (على اليسار) والرئيس الحالي إيفان ويلز (على اليمين) يقبلان جائزة لعبة العام أنشارتد2: بين اللصوص في حفل توزيع جوائز إختيار مطوري اللعبة لعام 2010.

في عام 2007، بدأت نوتي دوغ العمل على سلسلة أنشارتد، واتخذت مقاربتها الأولى للعوالم والشخصيات الواقعية، على عكس سلسلة كراش بانديكوت وجاك أند ديكستر، والتي تضمنت عوالم خيالية تدور أحداثها في بيئة خيالية. تم الإشادة بامتياز أنشارتد لجودتها السينمائية وكفاءتها التقنية، وقد بيع منها ما يقرب من 17 مليون نسخة في جميع أنحاء العالم اعتبارًا من أبريل 2012.
خلال حفل توزيع جوائز سبايك لألعاب الفيديو لعام 2011، كشفت نوتي دوغ النقاب عن ملكية فكرية جديدة، ذا لاست أوف أس، التي توصف بأنها «لعبة مغامرات من منظور شخص ثالث بعد نهاية العالم»، بعد مأزق الفتاة المراهقة، إيلي، وحاميها البالغ، جويل، في الولايات المتحدة بعد نهاية العالم، اجتاح البشر المصابون بمرض يذكرنا بالعدوى التي يسببها كورديسيبس أحادي الجانب. تلقت ذا لاست أوف أس إشادة عالمية عند إطلاقها. في عامي 2012 و2013، تعاونت نوتي دوغ مع ماس ميديا غيمز لإصدار مجموعة جاك أند دكستر. لتصبح عالية الدقة لثلاثية للعبة التي صدرت في الأصل لبلاي ستيشن 2 وتم إصدارها لبلاي ستيشن 3 وبلاي ستيشن فيتا على التوالي.
في 23 نوفمبر 2013، أعلنت كورني يو، مهندسة المحرك الرئيسي في تطوير هيلو 4 التابعة لشركة مايكروسوفت 343 إنديستريز، عن انضمامها إلى نوتي دوغ. في 7 ديسمبر 2013، خلال الإصدار الأول من حفل سبايك جوائز سبايك لألعاب الفيديو، فازت نوتي دوغ بجائزة استوديو العام عن عملهم في ذا لاست أوف أس. في 4 مارس 2014، غادرت الكاتبة الرئيسية في أنشارتد إيمي هينيغ الاستوديو، مع مخرج أنشارتد 3 جاستن ريتشموند وفنان ذا لاست أوف أس الرئيسي نيت ويلز بعد فترة وجيزة. في وقت لاحق، تم الكشف عن إصدار ذا لاست أوف أس على بلاي ستيشن 4 كنسخة معاد تصنيعها.
في مارس 2017، أعلن باليسترا أنه سيتقاعد من منصبه كرئيس مشارك في 3 أبريل 2017، بعد العمل في الشركة لمدة خمسة عشر عامًا. لا يزال إيفان ويلز في منصبه كرئيس. في سبتمبر 2017، أعلن مدير اللعبة بروس سترالي مغادرته نوتي دوغ، مشيرًا إلى أنه «وجد طاقته تركز في اتجاهات أخرى» بعد إجازة. تمت ترقية المدير الإبداعي نيل دراكمان إلى نائب الرئيس في مارس 2018.
تمت ترقية نيل دراكمان إلى الرئيس المشارك جنبًا إلى جنب مع إيفان ويلز في 4 ديسمبر 2020؛ تمت ترقية أليسون موري، مدير العمليات سابقًا، وكريستيان جيرلينج، المدير المشارك السابق للبرمجة، إلى نائبين مشاركين للرئيس بدلاً منه.

## ألعاب مطورة
بصفتها شركة تابعة لشركة سوني كومبيوتر إنترتينمتنت، تشتهر نوتي دوغ بتطوير ألعاب لأجهزة بلاي ستيشن، بما في ذلك سلسلة كراش باندي كوت لبلاي ستيشن الأصلية، وجاك أند دكستر على بلاي ستيشن 2، وأنشارتد وذا لاست أوف أس على بلاي ستيشن 3 وبلاي ستيشن 4. قبل ذلك، قاموا أيضًا بتطوير ألعاب بما في ذلك دريم زون وكيف ذا ثيف ورينغز أوف باور وواي أوف ذا واريور.

### قائمة الألعاب
| عنوان                              | إصدار           | منصة                                                       | ملاحظة |
| ---------------------------------- | --------------- | ---------------------------------------------------------- | --- |
| ماث جام (Math Jam)                 | 1985            | أبل 2                                                      | - تم تطويرها عندما كان اسم الاستديو جام سوفتوير. - لعبة تعليمية، تم نشرها بشكل مستقل بواسطة جام سوفتوير. |
| سْكِي كريْزد (Ski Crazed)             | 1986            | أبل 2                                                      | - تم تطويرها عندما كان اسم الاستديو جام سوفتوير. - لعبة رياضية نشرتها بودفيل (Baudville). |
| دريم زون                           | 1987 1988       | أبل 2 جي إس أميغا، أتاري أس تي، كمبيوتر آي بي إم المتوافق  | - تم تطويرها عندما كان اسم الاستديو جام سوفتوير. - لعبة مغامرة نشرتها بودفيل. |
| كيف ذا ثيف                         | 1989            | أبل 2 جي إس، أميغا، أتاري أس تي، كمبيوتر آي بي إم المتوافق | - أول لعبة تم تطويرها تحت اسم نوتي دوغ. - لعبة لعب-أدوار نشرتها إلكترونيك آرتس. |
| رينغز أوف باور                     | 1991            | ميجا درايف                                                 | - أول لعبة لجهاز ألعاب منزلي تم تطويرها من قبل نوتي دوغ. - لعبة لعب-أدوار نشرتها إلكترونيك آرتس. |
| واي أوف ذا واريور                  | 1994            | 3 دي أو متعدد اللاعبين المتفاعل                            | - لعبة قتال تم نشرها من قبل يونيفرسال إنتراكتيف ستُديوز. |
| كراش بنديكوت                       | 1996 2007 2012  | بلاي ستيشن بلاي ستيشن 3، بلاي ستيشن بورتبل بلاي ستيشن فيتا | - أول لعبة من سلسلة كراش بانديكوت. - لعبة منصات تم نشرها من قبل سوني كومبيوتر إنترتينمنت. - متوفرة على بلاي ستيشن ستور للتنزيل لأجهزة بلاي ستيشن 3، بلاي ستيشن فيتا وبلاي ستيشن بورتبل. - تم تضمين نسخة محدثة في كراش بانديكوت إن. سين تريلوجي، تم تطويرها بواسطة فكيريوس فيجينز لأنظمة مايكروسوفت ويندوز، نينتندو سويتش، بلاي ستيشن 4، وإكس بوكس ون.                                         |
| كراش بنديكوت 2: كورتكس سترايكس باك | 1997 2007 2012  | بلاي ستيشن بلاي ستيشن 3، بلاي ستيشن بورتبل بلاي ستيشن فيتا | - لعبة منصات تم نشرها من قبل سوني كومبيوتر إنترتينمنت. - متوفرة على بلاي ستيشن ستور للتنزيل لأجهزة بلاي ستيشن 3، بلاي ستيشن فيتا وبلاي ستيشن بورتبل. - تم تضمين نسخة محدثة في كراش بانديكوت إن. سين تريلوجي، تم تطويرها بواسطة فكيريوس فيجينز لأنظمة مايكروسوفت ويندوز، نينتندو سويتش، بلاي ستيشن 4، وإكس بوكس ون.                                                                            |
| كراش بانديكوت 3: واربد             | 1998 2007 2012  | بلاي ستيشن بلاي ستيشن 3، بلاي ستيشن بورتبل بلاي ستيشن فيتا | - لعبة منصات تم نشرها من قبل سوني كومبيوتر إنترتينمنت. - متوفرة على بلاي ستيشن ستور للتنزيل لأجهزة بلاي ستيشن 3، بلاي ستيشن فيتا وبلاي ستيشن بورتبل. - تم تضمين نسخة محدثة في كراش بانديكوت إن. سين تريلوجي، تم تطويرها بواسطة فكيريوس فيجينز لأنظمة مايكروسوفت ويندوز، نينتندو سويتش، بلاي ستيشن 4، وإكس بوكس ون.                                                                            |
| كراش تيم رايسينغ                   | 1999 2007 2012  | بلاي ستيشن بلاي ستيشن 3، بلاي ستيشن بورتبل بلاي ستيشن فيتا | - دخول نوتي دوغ النهائي في سلسلة كراش بانديكوت، قبل انتهاء شراكتهم مع الموزع يونيفرسال إنتراكتيف ستديوز. - لعبة سباق تم نشرها من قبل سوني كومبيوتر إنترتينمنت. - متوفرة على بلاي ستيشن ستور للتنزيل لأجهزة بلاي ستيشن 3، بلاي ستيشن فيتا وبلاي ستيشن بورتبل. - تم إصدار نسخة محسنة من اللعبة، بعنوان كراش تيم رايسنغ نايترو-فيولد، على بلاي ستيشن 4، إكس بوكس ون، وننتيندو سويتش في عام 2019. |
| جاك أند دكستر: ذا بريكورسر ليغاسي  | 2001            | بلاي ستيشن 2                                               | - اللعبة الأولى في سلسلة جاك أند دكستر، بعد استحواذ شركة سوني كومبيوتر إنترتينمنت على نوتي دوغ. - لعبة منصات نشرتها سوني كومبيوتر إنترتينمنت. |
| جاك 2                              | 2003            | بلاي ستيشن 2                                               | - لعبة منصات نشرتها سوني كومبيوتر إنترتينمنت. |
| جاك 3                              | 2004            | بلاي ستيشن 2                                               | - لعبة منصات نشرتها سوني كومبيوتر إنترتينمنت. |
| جاك إكس: كومبات ريسنغ              | 2005            | بلاي ستيشن 2                                               | - دخول نوتي دوغ النهائي في سلسلة جاك أند دكستر. - لعبة سباق نشرتها سوني كومبيوتر إنترتينمنت. |
| أنشارتد: دريك فورتشن               | 2007            | بلاي ستيشن 3                                               | - أول لعبة في سلسلة أنشارتد. - لعبة منصة تصويب أكشن ومغامرة نشرتها شركة سوني كومبيوتر إنترتينمنت. |
| أنشارتد 2: أمونغ ثيفز              | 2009            | بلاي ستيشن 3                                               | - لعبة منصة تصويب أكشن ومغامرة نشرتها شركة سوني كومبيوتر إنترتينمنت. |
| أنشارتد 3: خداع دريك               | 2011            | بلاي ستيشن 3                                               | - لعبة منصة تصويب أكشن ومغامرة نشرتها شركة سوني كومبيوتر إنترتينمنت. |
| ذا لاست اوف اس                     | 2013            | بلاي ستيشن 3                                               | - أول لعبة في سلسلة ذا لاست أوف أس. - لعبة رعب البقاء على قيد الحياة والمغامرة التي نشرتها سوني كومبيوتر إنترتينمنت. |
| ذا لاست أوف أس: ليفت بيهايند       | 2014 2015       | بلاي ستيشن 3 بلاي ستيشن 4                                  | - لعبة رعب البقاء على قيد الحياة والمغامرة التي نشرتها سوني كومبيوتر إنترتينمنت. - محتوى قابل للتحميل وحزمة توسعة للعبة ذا لاست أوف أس. - تم إصدارها كحزمة توسعة قائمة بذاتها (يمكن تنزيلها من دون القصة الأصلية) لبلاي ستيشن 3 وبلاي ستيشن 4. |
| ذا لاست اوف أس ريماسترد            | 2014            | بلاي ستيشن 4                                               | - نسخة محسنة ذا لاست أوف أس وذا لاست أوف أس: ليفت بيهايند. - تم نشرها من قبل سوني كومبيوتر إنترتينمنت. |
| أنشارتد 4: نهاية لص                | 2016            | بلاي ستيشن 4                                               | - لعبة منصة تصويب أكشن ومغامرة نشرتها سوني كومبيوتر إنترتينمنت. |
| أنشارتد: الإرث المفقود             | 2017            | بلاي ستيشن 4                                               | - لعبة منصة تصويب أكشن ومغامرة نشرتها سوني كومبيوتر إنترتينمنت. - حزمة توسعة قائمة بذاتها لسلسلة أنشارتد. |
| ذا لاست أوف أس: الجزء الثاني       | 2020            | بلاي ستيشن 4                                               | - لعبة رعب البقاء على قيد الحياة والمغامرة التي نشرتها سوني كومبيوتر إنترتينمنت. |
| أنتشارتد: ليغاسي ثيفز كولكشن       | 2022            | بلاي ستيشن 5، مايكروسوفت ويندوز                            | - نسخ محسنة من أنشارتد 4: نهاية لص وأنشارتد: الإرث المفقود. |
| ذا لاست أوف أس الجزء الأول         | 2022            | بلاي ستيشن 5، مايكروسوفت ويندوز                            | - نسخة محدثة من لعبة 2013، ذا لاست أوف أس. |
| ذا لاست أوف أس مُلتيبلاير غيم       | تم الغاء اللعبة | تم الغاء اللعبة                                            | - لعبة مستقلة متعددة اللاعبين تدور أحداثها في عالم ذا لاست أوف أس؛ توسعة في وضع اللاعبين المتعددين الذي ظهر في لعبة ذا لاست أوف أس لعام 2013. - قاد التطوير مديرا الألعاب المشتركة فينيت أغاروال (Vinit Agarwal) وأنتوني نيومان (Anthony Newman)، وقائد السرد جوزيف بيتيناتي (Joseph Pettinati).                                                                                              |
| إنترجلاكتيك: ذا هيرتيك بروفيت      |                 | بلاي ستيشن 5                                               | - لعبة مغامرات أكشن قادمة |

## فلسفة التطوير
تشتهر نوتي دوغ بطريقتها الفريدة في التعامل مع تطوير الألعاب، حيث لا يوجد في الاستوديو منتج في أي من فرقهم. تختلف ثقافة العمل في نوتي دوغ اختلافًا كبيرًا عن العديد من الاستوديوهات الأخرى؛ هناك إدارة وسطى أقل؛ قال فنان التأثيرات الرئيسي في الاستوديو، كيث جيريت: «إنها تأتي مع الكثير من الإيجابيات والسلبيات، لكنني أعتقد أنها بالتأكيد واحدة من أكبر نقاط قوتنا. بالنظر إلى بقية الصناعة، وهذا شيء نتحدث عنه قليلاً، فالشركات التي تقوم بأشياء مبتكرة ورائعة حقًا هي جميع الشركات التي لا تمتلك الإدارة، مثل الجانب التجاري، بشكل مباشر حقنها في الشركة. لقد وضعتنا شركة سوني في هذا الموقف الرائع حيث لا يوجد لدينا أي منتجين؛ ليس لدينا أي تفاعلات مع شركة سوني على الإطلاق بشأن التطوير.» تتمتع نوتي دوغ أيضًا بحرية كاملة في كل جانب من جوانب تصميم اللعبة، وهذا يعني أيضًا أن شركة سوني كومبيوتر إنترتينمنت، الشركة الأم، لا تمنع الاستوديو من أي تنفيذ لعناصر اللعبة.

### فريق آي سي إي (ICE)
نوتي دوغ هي موطن لفريق، إحدى مجموعات التكنولوجيا المركزية في الاستديوهات العالمية من سوني. يشير المصطلح آي سي إي (nitiative for a Common EngineI) في الأصل إلى مبادرة لمحرك مشترك الذي يصف الغرض الأصلي من الاستوديو. يركز فريق آي سي إي على إنشاء تقنيات رسومات أساسية لعناوين الطرف الأول المنشورة من قبل سوني في جميع أنحاء العالم، بما في ذلك مكونات محرك اللعبة منخفضة المستوى، خطوط أنابيب معالجة الرسومات، أدوات الدعم وأدوات تحديد الرسومات وتصحيح الأخطاء. يدعم فريق آي سي إي أيضًا مطوري الطرف الثالث بمجموعة من مكونات المحرك، أداة تحليل الرسومات، التوصيف، وتصحيح الأخطاء للمزج الواقعي. كلاهما يتيح للمطورين الحصول على أداء أفضل من أجهزة بلاي ستيشن.

## جوائز
فازت نوتي دوج بجائزة «استديو العام» في جوائز سبايك لألعاب الفيديو 2013، جوائز جولدن جويستيك 2013، وجوائز جولدن جويستيك 2020.

## روابط خارجية
- الموقع الرسمي